# Túnel Campanhã-Trindade
El Túnel Campanhã-Trindade es un túnel ferroviario que permite la conexión entre las estaciones de Campanhã y Trindade, del Metro de Porto, en el centro de la ciudad de Porto, Portugal. 
El túnel, con 2,300 metros de extensión, fue construido entre junio de 2000 y octubre de 2002 y sirve a cinco líneas del Metro de Porto: A, B, C, Y y F. 
A largo del túnel se encuentran las estaciones: Bolhão, Campo 24 de agosto y Heroísmo.